# 石戸四六
石戸 四六（いしど しろく、1941年6月4日 - 1980年8月2日）は、日本のプロ野球選手（投手）。秋田県大館市出身。

## 経歴
長男ではあるが、6月4日に生まれたことに因んで「四六」というユニークな名前が付けられた。“六四”ではないのは、父親によると「六四だと頭が重くて、下が軽いからフラフラするだろう。四六だと下が大きくて安定する。男が一生、フラフラ生きてどうするのだ」であるためという。秋田商業高校では、エースとして1957年秋季東北大会県予選決勝に進むが、金足農に完封負け。翌1958年夏の甲子園に出場。しかし初戦（2回戦）で板東英二を擁する徳島商と対戦し、自らのエラーもあり0-3で敗れた。
社会人野球の日立製作所に進み、1962年に日本鉱業日立の補強選手として都市対抗に出場。1回戦で倉敷レイヨンに完投勝利。2回戦では山陽特殊製鋼に0-1とリードされた4回からリリーフで登板。山陽の左腕エース益田昭雄と互いに無失点で投げ合い惜敗するが、好投手として注目を集める。
同年9月末に契約金500万円、初任給15万円で国鉄スワローズに入団する。大館市出身では初のプロ野球選手であった。入団契約後に契約金（支度金）を使って、東京有楽町の国鉄球団事務所からタクシーに乗り、途中運転手と温泉宿に1泊して大館の実家まで帰ったという逸話が残っている。ただし、ラジオ日本のアナウンサーだった島碩弥が生前の本人に直接確認したところによると、タクシーを使って大館の実家まで帰ったのは1年目のシーズンを終えたオフで、途中も栃木県内の温泉と福島県の飯坂温泉で合わせて2泊して帰ったという。
1965年には対大洋戦での桑田武の1安打のみに抑えた無四球完封勝利を含むチーム2位の8勝を挙げて、この頃から主力投手に加わる。同年は初の規定投球回（18位、防御率3.05）にも達した。
1966年からは4年連続二桁勝利を記録。
1967年からは3年連続でチーム最多勝を記録して、金田正一が去った後の弱体化したサンケイ（アトムズ）のエース格として、佐藤進・石岡康三らとチームを支えた。この間、別所毅彦が監督に就任した1968年にはペナントレース最終戦の対広島戦で勝利し、金田に次いで球団2人目の20勝を達成（防御率2.84はリーグ8位）。
1969年も16勝を挙げる。
1970年は体調を崩して一転して不調となり、3勝15敗に終わった。7月25日の対中日戦でチームの11連敗をストップする勝ち星を挙げたのがプロでの最後の勝利になり、また最後の意地でもあった。肝機能障害に慢性胃炎を併発していたこともあり現役を引退。節制が出来ない私生活と、ヤクルト球団との感情のもつれなども影響し、手足の何処にも故障が無いにもかかわらずユニフォームを脱ぐことを決意したという。
現役引退後は故郷に戻ってスナック『神宮』を開く。スナックの経営は順調であったが、寿司屋（『球寿司』）に事業の手を拡げて失敗し、失意の晩年を送る。失意の底であった1978年には、ヤクルトが初優勝して記念品として贈られたネクタイピンに涙を流して喜んだという。
1980年8月2日に肝硬変のため39歳で没した。

## プレースタイル
サイドハンドから繰り出す鋭いシュートを主武器に、スライダー・シンカー・ナックル等を自在に投げ分けた。

## 人物
無類の酒好きで、いわゆる酒仙投手の異名を取った選手の一人でもある。試合が終わり宿舎に戻ると、ステテコ姿で日本酒を湯のみ茶碗で嗜むのが常であった。
打倒巨人に闘志を燃やし、巨人戦で勝利投手となった日には「幸せだ。俺はこの時の為に生きている。」と言って日本酒を飲み倒し、背広・ワイシャツ・下着の順番で脱いでゆき、最後はパンツ姿でぶっ倒れるまで飲んだという。
酒と博打にのめり込む余り、門限破り、朝帰りとなる事も数知れずである。20勝を挙げた翌年の1969年のキャンプでは朝帰りの際に怪しまれないようトレーニングウエアに着替えて宿舎に向かったところ、たまたま石戸のもとを見かけた別所監督に「一人で朝練習をしている」と勘違いされ、「若手の模範である」と褒められたという珍事も発生した。
岡本凱孝など国鉄～サンケイ時代の選手と親交があった国鉄番記者の三枝貢によると、石戸は故郷の大館にスナックを開いた際も「毎晩飲んでいる常連客の一人が自分自身である」という程酒を呑みつづけていたといい、これらの大量の飲酒が、結果的に石戸の肝機能障害および肝硬変の発症と39歳での早世につながる大きな原因になった。只し武上四郎によると、石戸は豪快な生き様とは対照に性格は繊細であったともいう、没後間もない1981年には秋田魁新報の吉田一雄らが追悼本を出版している。
なお、酒仙投手とはチームの主軸投手である「主戦投手」のうち、特に酒豪と讃えられた者を示す言葉として大和球士が考案した称号で戦前の西村幸生に始まり、戦後は大崎三男と石戸、その後は今井雄太郎へと受け継がれていった。

## 詳細情報

### 年度別投手成績
| 年 度     | 球 団                           | 登 板 | 先 発 | 完 投 | 完 封 | 無 四 球 | 勝 利 | 敗 戦 | セ 丨 ブ | ホ 丨 ル ド | 勝 率 | 打 者 | 投 球 回 | 被 安 打 | 被 本 塁 打 | 与 四 球 | 敬 遠 | 与 死 球 | 奪 三 振 | 暴 投 | ボ 丨 ク | 失 点 | 自 責 点 | 防 御 率 | W H I P |
| --------- | ------------------------------- | ----- | ----- | ----- | ----- | -------- | ----- | ----- | -------- | ----------- | ----- | ----- | -------- | -------- | ----------- | -------- | ----- | -------- | -------- | ----- | -------- | ----- | -------- | -------- | ------- |
| 1962      | 国鉄 サンケイ アトムズ ヤクルト | 3     | 0     | 0     | 0     | 0        | 0     | 0     | --       | --          | ----  | 10    | 2.1      | 3        | 0           | 1        | 0     | 0        | 1        | 0     | 0        | 1     | 1        | 3.00     | 1.71    |
| 1963      | 国鉄 サンケイ アトムズ ヤクルト | 10    | 2     | 0     | 0     | 0        | 0     | 1     | --       | --          | .000  | 81    | 17.1     | 24       | 3           | 4        | 1     | 0        | 6        | 1     | 0        | 16    | 15       | 7.50     | 1.62    |
| 1964      | 国鉄 サンケイ アトムズ ヤクルト | 4     | 0     | 0     | 0     | 0        | 0     | 0     | --       | --          | ----  | 24    | 6.0      | 7        | 0           | 0        | 0     | 0        | 1        | 0     | 0        | 2     | 2        | 3.00     | 1.17    |
| 1965      | 国鉄 サンケイ アトムズ ヤクルト | 56    | 20    | 4     | 1     | 3        | 8     | 18    | --       | --          | .308  | 787   | 195.0    | 178      | 10          | 43       | 4     | 6        | 74       | 3     | 1        | 70    | 66       | 3.05     | 1.13    |
| 1966      | 国鉄 サンケイ アトムズ ヤクルト | 50    | 26    | 11    | 5     | 1        | 11    | 11    | --       | --          | .500  | 870   | 210.1    | 204      | 15          | 49       | 11    | 9        | 72       | 0     | 0        | 83    | 74       | 3.17     | 1.20    |
| 1967      | 国鉄 サンケイ アトムズ ヤクルト | 51    | 36    | 6     | 0     | 0        | 12    | 18    | --       | --          | .400  | 1028  | 244.1    | 249      | 17          | 62       | 4     | 11       | 100      | 1     | 0        | 120   | 101      | 3.73     | 1.27    |
| 1968      | 国鉄 サンケイ アトムズ ヤクルト | 54    | 35    | 11    | 3     | 1        | 20    | 14    | --       | --          | .588  | 1135  | 282.1    | 251      | 27          | 63       | 3     | 15       | 119      | 2     | 0        | 97    | 89       | 2.84     | 1.11    |
| 1969      | 国鉄 サンケイ アトムズ ヤクルト | 43    | 36    | 11    | 1     | 2        | 16    | 13    | --       | --          | .552  | 946   | 233.0    | 224      | 26          | 49       | 3     | 9        | 96       | 1     | 1        | 96    | 90       | 3.48     | 1.17    |
| 1970      | 国鉄 サンケイ アトムズ ヤクルト | 30    | 25    | 2     | 0     | 0        | 3     | 15    | --       | --          | .167  | 559   | 129.0    | 144      | 12          | 42       | 1     | 13       | 47       | 2     | 0        | 75    | 66       | 4.60     | 1.44    |
| 通算：9年 | 通算：9年                       | 301   | 180   | 45    | 10    | 7        | 70    | 90    | --       | --          | .438  | 5440  | 1319.2   | 1284     | 110         | 313      | 27    | 63       | 516      | 10    | 2        | 560   | 504      | 3.44     | 1.21    |

- 各年度の太字はリーグ最高
- 国鉄（国鉄スワローズ）は、1965年途中にサンケイ（サンケイスワローズ）に、1969年にアトムズに、1970年にヤクルト（ヤクルトアトムズ）に球団名を変更

### 記録
- 初登板：1962年9月29日、対阪神タイガース24回戦（阪神甲子園球場）、10回裏に4番手で救援登板、1/3回無失点

- オールスターゲーム出場：2回 （1968年、1969年）

### 背番号
- 63 （1962年）
- 49 （1963年 - 1966年）
- 20 （1967年 - 1970年）